# Rio Arinos
O rio Arinos é um curso de água que banha o estado de Mato Grosso, Brasil. Ele se une, ainda em Mato Grosso, com o rio Juruena. Ele é muito importante para sua região na cidades de Porto dos Gauchos Novo Horizonte do Norte e Juara o mesmo é fonte de lazer para seu moradores.Por causa do rio o lugar onde ele é mais conhecido é chamado de vale do rio Arinos envolvendo as cidades de Juara, Novo Horizonte do Norte,Porto dos Gaúchos, Itanhangá e Tabaporã.